# U2 by U2
U2 by U2 es un libro autobiográfico de la banda irlandesa de rock U2. Se trata de una recopilación de fragmentos de entrevistas realizadas a los miembros del grupo —Bono, The Edge, Adam Clayton y Larry Mullen, Jr.— y a su mánager, Paul McGuinness, ordenados cronológicamente, a través de los que se narra la historia de U2 "desde dentro y sin pudores".

## Elaboración
Se necesitaron dos años para la confección del material. Las entrevistas fueron realizadas durante más de 150 horas desde los años 70, y contiene más de 1.500 fotografías procedentes del archivo personal de U2.

## Contenido
El libro abarca desde los comienzos de la banda, incluyendo el primer ensayo musical de cinco estudiantes en la cocina de la casa de los padres de Larry Mullen, Jr., hasta las últimas actividades del grupo en 2005. Sobre la primera actuación en televisión, Bono declara: "Tocamos 'Glad to see you go', de los Ramones, y el tipo dijo: 'Impresionante. ¿La habéis escrito vosotros?'. Y yo respondí: 'Sí'. Hicimos otra de los Ramones y se repitió el diálogo. Así conseguimos el bolo y cuando llegamos al estudio de televisión tocamos nuestras propias canciones. No se dieron ni cuenta".
También incluye referencias a la infancia de los componentes de la banda, con múltiples imágenes.

## Género
Aunque la selección de los fragmentos corre a cargo del periodista musical Neil McCormick, se considera autobiográfico porque el texto está compuesto íntegramente por palabras literales de los entrevistados.